# Eresia carme
Eresia carme är en fjärilsart som beskrevs av Doubleday 1847. Eresia carme ingår i släktet Eresia och familjen praktfjärilar. Inga underarter finns listade i Catalogue of Life.